# Alfred von Hedenstjerna

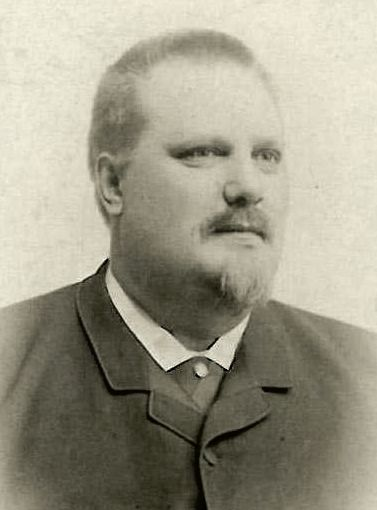
Alfred von Hedenstjerna

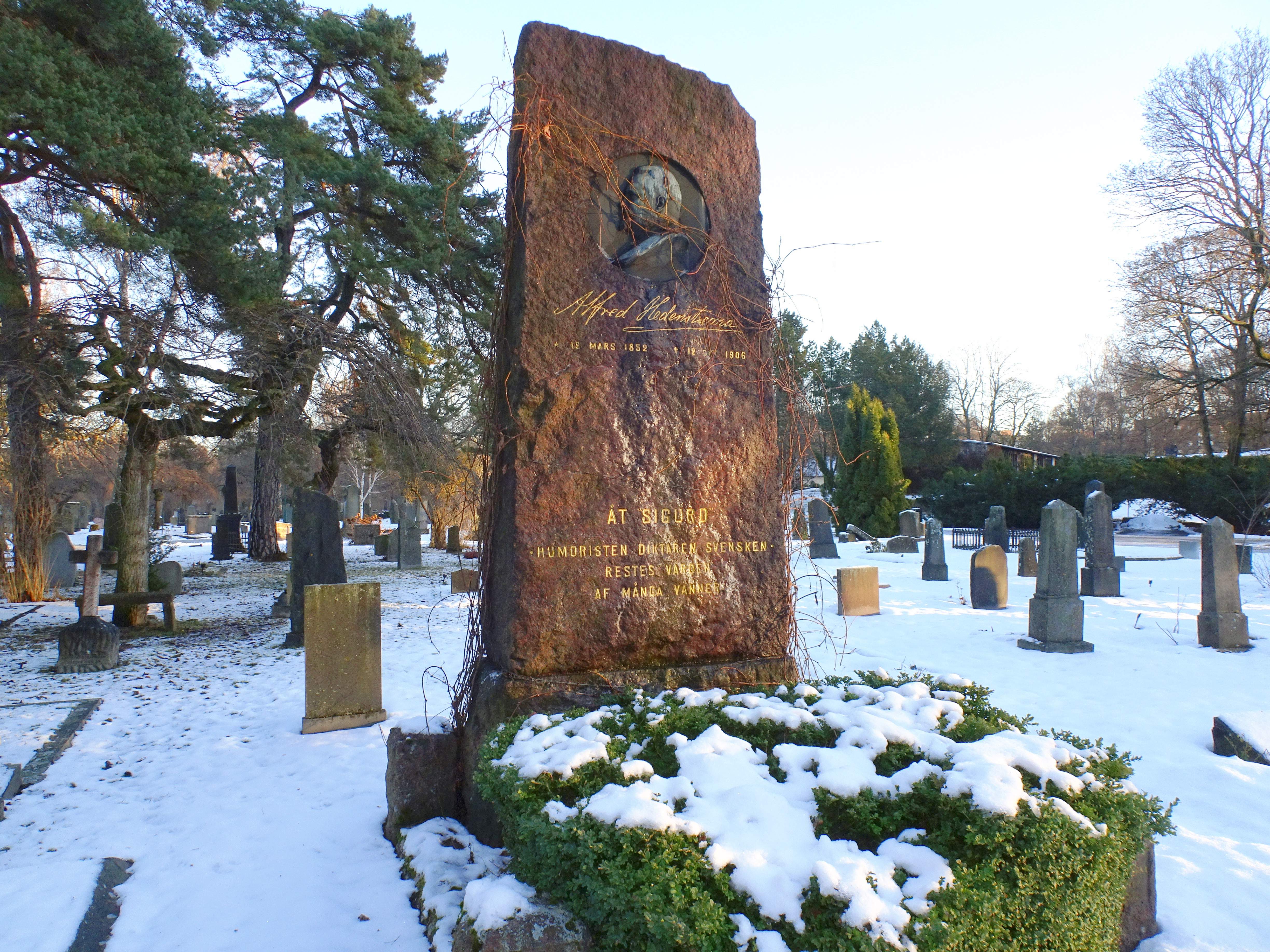
Sein Grab in Solna

Karl Josef Alfred von Hedenstjerna (* 12. März 1852 in Ryssby (Småland); † 12. Oktober 1906 in Stockholm; auch Hedenstierna) war ein schwedischer Schriftsteller. Er schrieb auch unter dem Pseudonym „Sigurd“.
Er erhielt seine Ausbildung durch seinen Vater, einen Autodidakten von altmodischer Gelehrsamkeit, war bis 1879 Landwirt, trat literarisch mit humoristischen Beiträgen (»Kaleidoskop«) in der Zeitung »Smålandsposten« hervor, wurde ihr Chefredakteur, später ihr Eigentümer und lebte seit 1898 in Stockholm. Unter dem Pseudonym »Sigurd« war Hedenstjerna Schwedens meistgelesener, aber von der Kritik wenig anerkannter Autor. Durch eine Mischung von Humor, Sentimentalität und possenhaftem Witz traf er den Geschmack des großen Publikums. Seine genaue Kenntnis des schwedischen Kleinbürgertums zeigte sich u. a. an seiner realistischen Sprache. Die Romane und Novellen, die er jährlich herausgab, erschienen oft gleichzeitig in mehreren Sprachen.

## Werke (Auswahl)
- Allerlei Leute. Bilder aus dem schwedischen Volksleben. (2 Bände) übersetzt von Margarethe Langfeldt, Hermann Haessel, Leipzig 1893.
- Der Majoratsherr von Halleborg. übersetzt von Margarethe Langfeldt, Meyer, Leipzig 1896 (1944 als Der Majoratsherr verfilmt).
- Die kleine Wildkatze. Tiefenbach, Leipzig 1897.
- Der Hilfsprediger von Ovislinge. übersetzt von Cora Thams, Hendel, Halle a.d.S., 1894.
- Fräulein Jennys Stellungen / Fräulein Jennys Konditionen. übersetzt von M. Hellbusch, Hendel, Halle a.d.S., 1895
- Frau Westbergs Pensionäre. übersetzt von M. Hellbusch, Hendel, Halle a.d.S., 1895.
- Herr Jönssons Memoiren / Patron Jönssons (Jönnson's) Memoiren. übersetzt von Margarethe Langfeldt, Haessel, Leipzig 1895.
- Ein Finanzgenie. G.H. Meyer, Leipzig & Berlin 1900.
- Jonas Dürman's Testament. übersetzt von Margarethe Langfeldt, Haessel, Leipzig 1893.
- Marie vom Goldenen Roß. Meyer, Leipzig 1896.